# Gustav Kohne
Gustav Kohne (* 19. Dezember 1871 in Brelingen; † 30. September 1961 in Oegenbostel) war ein deutscher Pädagoge und Schriftsteller.

## Leben

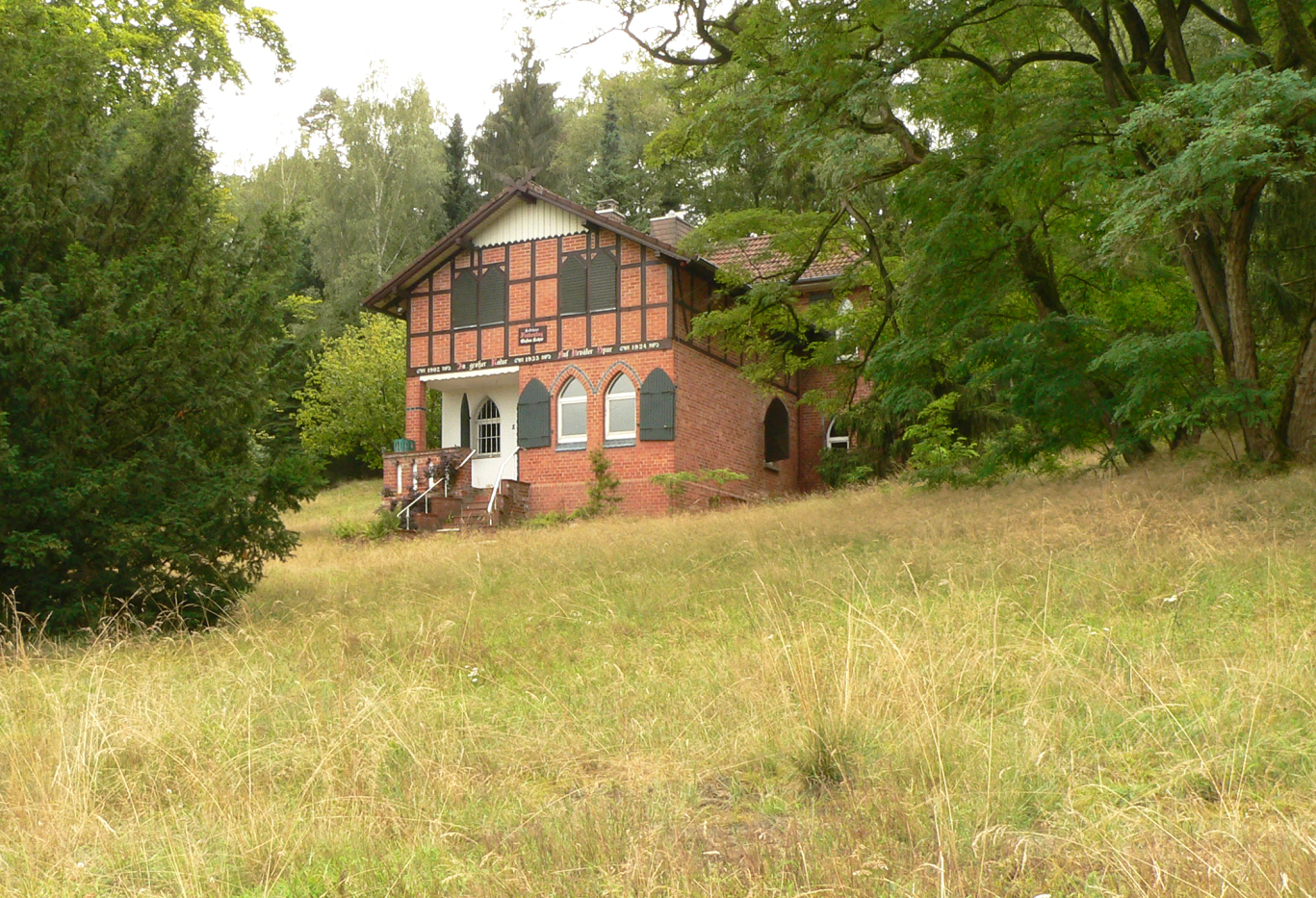
Heidehaus Finkenslag von Gustav Kohne bei Oegenbostel

Gustav Kohne war das neunte Kind einer Bauernfamilie. Er besuchte die
Volksschule in seinem Heimatort Brelingen und anschließend die Präparandenanstalt in Wunstorf. Danach absolvierte er ebendort eine dreijährige Ausbildung zum Volksschullehrer. Ab 1892 wirkte er als Lehrer in Bothfeld und ab 1897 in Groß-Buchholz. Dort legte er die Prüfung zum Mittelschullehrer ab. Ab 1900 war er als Lehrer in Hannover tätig, später auch als Rektor einer Mittelschule. Daneben veröffentlichte er literarische Werke. 
Nach der Machtergreifung der Nationalsozialisten im Jahre 1933 gehörte Kohne zu den Unterzeichnern des an Hitler gerichteten "Gelöbnisses treuester Gefolgschaft". Am 1. Mai 1943 beantragte er die Aufnahme in die NSDAP und wurde rückwirkend zum 1. Februar desselben Jahres aufgenommen (Mitgliedsnummer 9.258.716).
Gustav Kohne war Verfasser von Romanen, Erzählungen und Theaterstücken, die meist in seiner niedersächsischen Heimat
angesiedelt sind. Sein erfolgreichstes Werk war die aus den Bänden "Jugendsehnen", "Mannesstreben" und "Heldenleben" bestehende Romanbiografie über den preußischen General und Militärreformer Gerhard von Scharnhorst, die ab 1933 in einem Band unter dem Titel "Waffenschmied des Volkes" in zahlreichen Auflagen erschien.

## Werke
- Bürgermeister Markstein, Hamburg 1907
- Konrad Barko, Berlin-Friedenau 1909
- Um das Gewissen, Berlin-Friedenau 1909
- Der Vorsteher von Holtebauk, Berlin-Friedenau 1909
- Unter Birken und Tannen, Hannover 1911
- Regina Stockhans, Hannover 1912
- Erhart Rutenberg, Leipzig 1916
- Der siebte Sohn, Leipzig 1917
- Ellernbrook, Leipzig 1918
- Hooge-Veld, Leipzig 1920
- Kurt Haselhorsts Erbe, Leipzig 1921
- Die Gottsucher von Bergenstedt, Leipzig 1922
- Jugendsehnen, Leipzig 1924
- Mannesstreben, Leipzig 1925
- Heldenleben, Leipzig 1926
- Die Sippe der Uhlenklooks, Leipzig 1928
- Die von Habichtshorst, Leipzig 1930
- Erbhof Dusendkopp, Braunschweig [u. a.] 1933
- Der blinde Seher, Braunschweig [u. a.] 1935
- Die Voßheide, Oldenburg (Oldb.) 1950
- Der nicht umzubringende Bürgermeister Hans Christoph Thymian, ehemaliger Leiter eines Advokatenbüros, Oldenburg 1955
- Ich bin der Bauer, Göttingen 1959